# وارینتاپانی
وارینتاپانی (به اسپانیایی: Warintapani) یک کوه در پرو است که در منطقه موکگوا واقع شده‌است. وارینتاپانی ۵٬۰۶۰ متر بالاتر از سطح دریا واقع شده‌است.